# Muungano (Hai)
Muungano ist ein Verwaltungsbezirk (Ward) des Distrikts Hai in der tansanischen Region Kilimandscharo.

## Geografie
Muungano liegt im Nordosten von Tansania westlich der Regionshauptstadt Moshi und südlich der Nationalstraße T2 von Moshi nach Arusha.
Der Bezirk grenzt im Norden an Bomang'ombe, im Osten an Bondeni, im Süden und im Westen an KIA und im Nordwesten in einem Punkt an Donyomurwak des Distrikts Siha. Bei der Volkszählung 2022 lebten 19.655 Menschen in 5080 Haushalten auf einer Fläche von 21 Quadratkilometern.

## Gliederung
Der Bezirk besteht aus sechs Orten (Kitongoji):
- Kambi ya Raha
- Umoja
- Amani
- Nyerere
- Mlima Shabaha
- Jiweni

## Wirtschaft und Infrastruktur
- Bildung: Von den zwei weiterführenden Schulen im Bezirk ist die Hai Secondary School eine staatliche Schule mit einer Ausbildung bis zur 6. Stufe.[7] Die St. Dorcas Secondary School ist eine Privatschule.[8]